# Йожеф Чермей
Йожеф Чермей (угор. József Csermely, 3 січня 1945) — угорський академічний веслувальник.
Срібний призер Олімпійських Ігор 1968 року в складі розпашної четвірки без стернового, учасник 1972 року.
Срібний призер Чемпіонату Європи 1967, 1969 років у складі розпашної четвірки без стернового.